# Luigi Moretti (arquiteto)
Luigi Walter Moretti (22 de novembro de 1906 Roma, Itália — 14 de julho de 1973 (66 anos) Capraia Isola, Itália), foi um dos mais importantes arquitetos italianos do século XX. Em atividade desde a década de 1930, na Itália e no exterior, é o projetista do Complexo Watergate, em Washington. Também foi crítico de arte e estudioso, suas atividades de pesquisa estão principalmente ligadas ao IRMOU ("Istituto di Ricerca Matematica e Operativa per l'Urbanistica"), instituto no qual desenvolveu sua pesquisa sobre arquitetura paramétrica [en], uma abordagem ao projeto arquitetônico derivada da pesquisa operacional que envolve o uso de algoritmos lógicos e matemáticos.